# Joseph Liebmann
Joseph Liebmann (* 20. Dezember 1831 in Aufhausen; † 26. März 1913 in New York) war ein deutscher Unternehmer und einer der Präsidenten der Liebmann’s Sons Brewery in Brooklyn.

## Leben
Joseph Liebmanns Vater Samuel Liebmann war Besitzer des Guts Schloss Schmiedelfeld. 1840 zog die Familie nach Ludwigsburg und betrieb dort das Gasthaus „Zum Stern“ mit angeschlossener Brauerei. Aufgrund seiner politischen Einstellung beschloss der Vater, nach Amerika auszuwandern. 1850 wurde daher der 19-jährige Joseph nach Amerika entsandt. Seine Aufgabe war es, eine neue Heimat für die Familie aufzubauen. Er wählte Williamsburg.
Im Jahr 1854 folgte der Rest der Liebmann-Familie. Im selben Jahr schloss Samuel Liebmann einen einjährigen Mietvertrag für die Maasche Brewery an der Meserole Street ab, deren Leitung er übernahm. Sie wurde in S. Liebmann Brewery umbenannt. Nach dem Ablauf des Mietvertrags baute Samuel Liebmann mit seinen Söhnen eine neue Brauerei unter demselben Namen an der Ecke Forest and Bremen Street in Bushwick auf.
1868 eröffnete Liebmann mit seinem Schwager David Obermeyer die Obermeyer und Liebmann Havana Brewery. Diese agierte in der Folgezeit unabhängig von der Liebmann-Brauerei und wurde 1924 an diese angeschlossen.
Nach dem Tod des Vaters 1872 übernahmen seine Söhne die Leitung der Brauerei und benannten sie in S. Liebmann’s Sons Brewery um. In den folgenden Jahren wechselten die Liebmann-Brüder jährlich den Posten als Chief Executive Officer untereinander. Joseph Liebmann war hierbei vornehmlich für finanzielle Angelegenheiten zuständig.
1876 war Liebmann ein Mitglied des Komitees, welches für die Veranstaltung der Brauerei-Ausstellung auf der Centennial Exhibition zuständig war.
Seine Tochter Sadie heiratete 1895 den Hopfenhändler Samuel S. Steiner. Diese Familienbeziehung trug mit zum Aufstieg des Unternehmens bei.
1903 zogen sich die Liebmann-Brüder aus dem aktiven Geschäft zurück und übergaben die Leitung des Unternehmens an sechs ihrer Söhne.
Neben seiner Tätigkeit für die Brauerei war Liebmann 27 Jahre lang Präsident der Bushwick Savings Bank sowie der Geschäftsleiter der Kings County Trust Company. Darüber hinaus war er von 1882 bis 1885 Mitglied des Brooklyn Board of Education.

## Familie
Joseph Liebmann heiratete Rosa Königsberger († 4. Januar 1910). Aus der Ehe gingen vier Kinder hervor:
- Adolph Liebmann (* 23. Januar 1866)
- David Liebmann (* 24. Oktober 1863)
- Ida Liebmann (* 25. Juni 1871)
- Sadie Liebmann (* 25. Dezember 1868 in New York; † 20. Mai 1939), welche am 21. März 1895 den Hopfenhändler Samuel S. Steiner heiratete.